# Kurobe
Kurobe (japanska: 黒部市?, Kurobe-shi) är en stad i Toyama prefektur i Japan. Staden fick stadsrättigheter 1954.

## Kommunikationer
Kurobe-Unazukionsen är en station på Hokuriku Shinkansen som ger förbindelse med höghastighetståg till Nagano – Tokyo och Toyama – Kanazawa.